# Dihovo
Dihovo (macedónul: Дихово) település Észak-Macedóniában, a Pelagonijai körzet Bitolai járásában. A település Bitolától, a járás központjától és az ország második legnagyobb városától mintegy 7 kilométernyire fekszik.

## Népesség
| Lakosok száma | 634  | 686  | 701  | 644  | 417  | 356  | 310  | 213  |
|               | 1948 | 1953 | 1971 | 1981 | 1991 | 1994 | 2002 | 2021 |

2002-ben 310 lakos volt, melyből 305 macedón, 3 szerb, 2 egyéb.